# Union Station

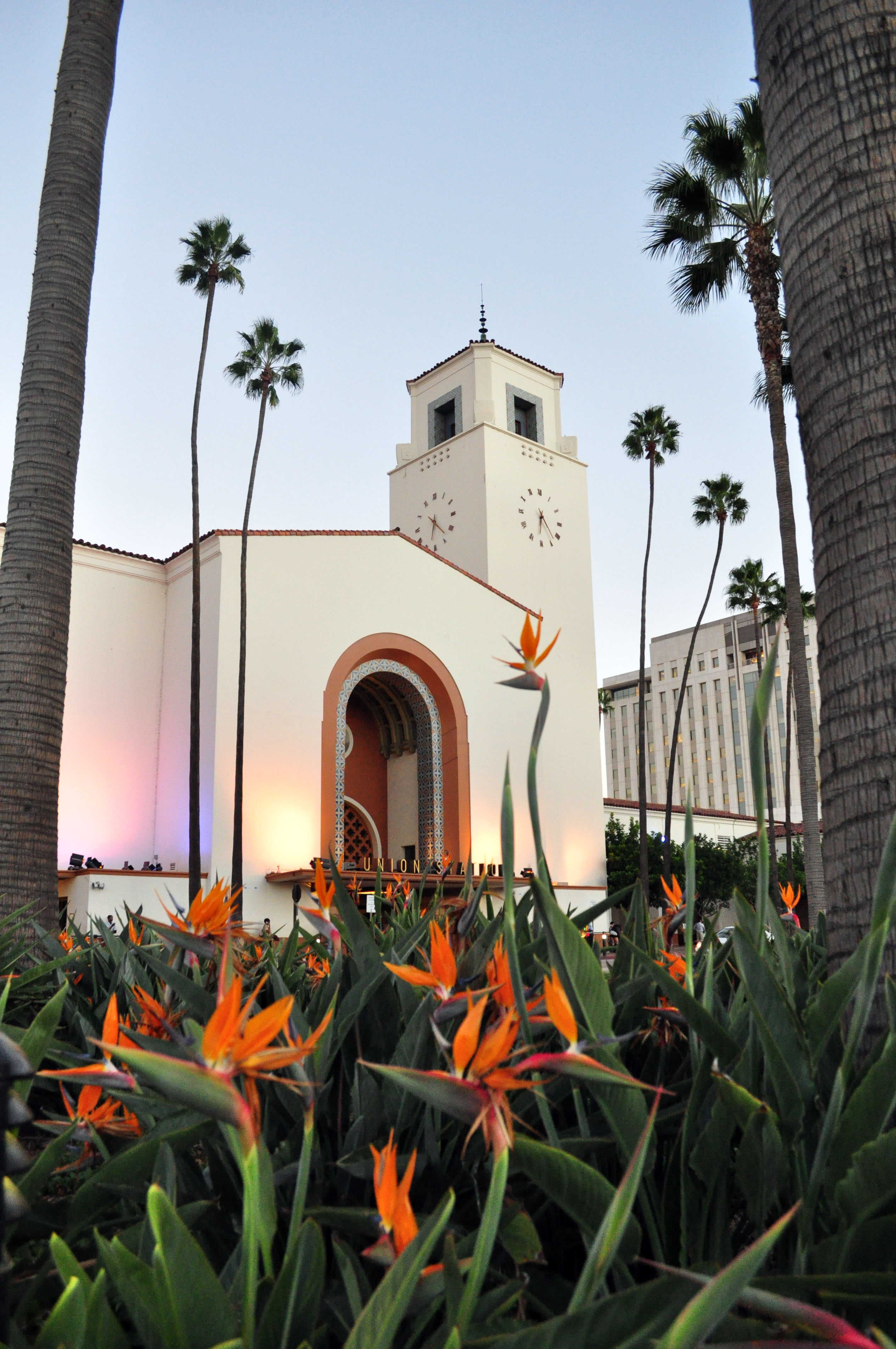
Los Angeles Union Station

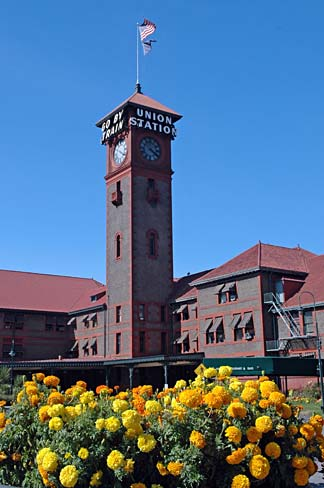
Portland Union Station

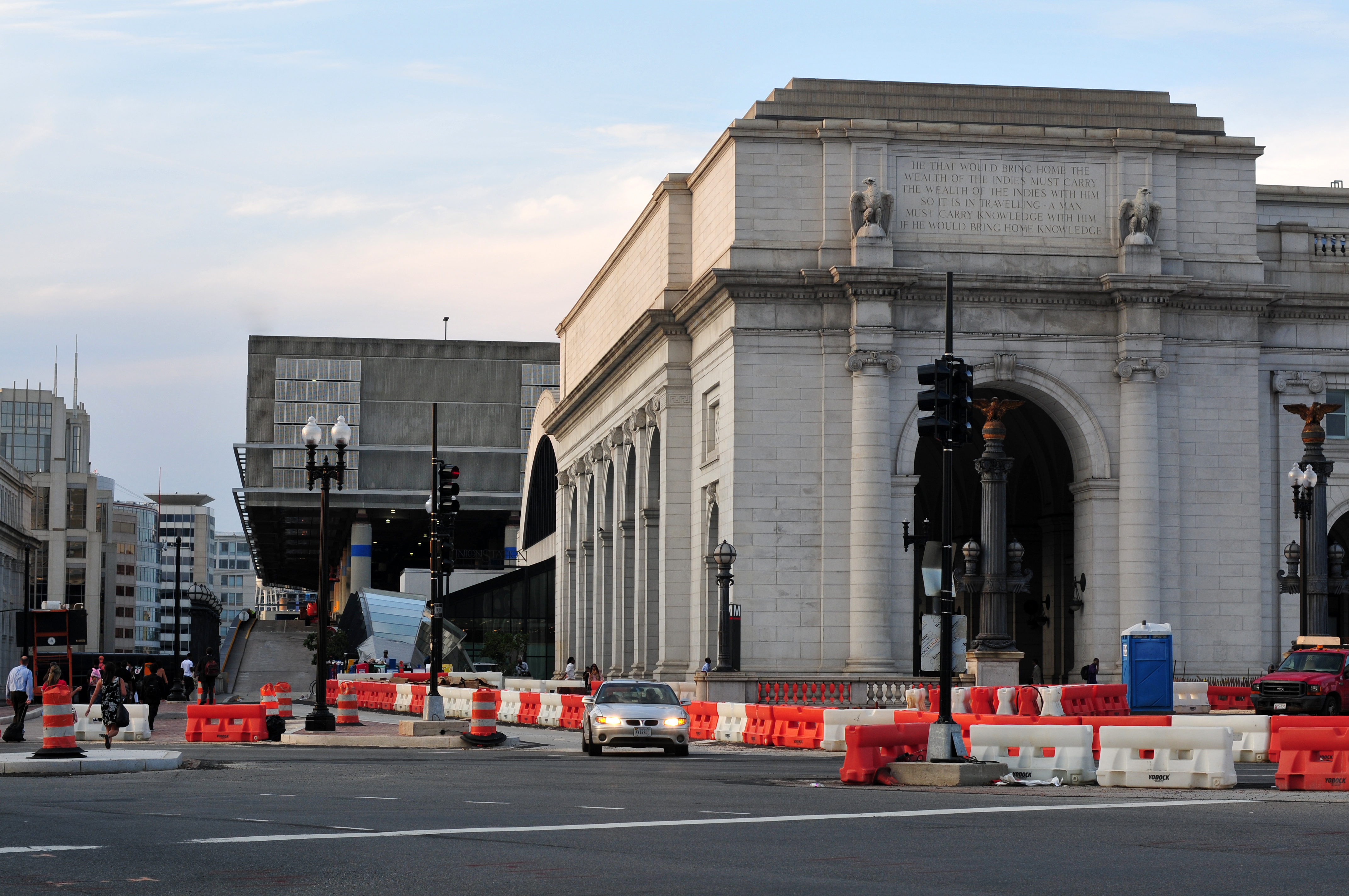
Washington Union Station; Kopfbereich Südwest

Union Station ist die Bezeichnung einer Reihe von Bahnhöfen in Nordamerika. Die Bezeichnung leitet sich davon ab, dass die Bahnhöfe durch mehrere Eisenbahngesellschaften errichtet und/oder betrieben wurden. Es kann sich bei einer Union Station um den wichtigsten Personenbahnhof der Stadt handeln, ähnlich einem Hauptbahnhof im deutschsprachigen Raum. Allein aus dem Begriff geht dies jedoch nicht hervor und muss daher nicht auf jeden Bahnhof mit „Union Station“ im Namen zutreffen. Die Bezeichnung wurde in der Regel auch beibehalten, wenn Bahngesellschaften fusionierten oder aus anderen Gründen ausschieden und der Bahnhof anschließend nur noch von einer Gesellschaft angefahren wurde.

## Vereinigte Staaten
In den Vereinigten Staaten ist unter anderem bei folgenden Bahnhöfen „Union Station“ Bestandteil des Namens:
1. Albany Union Station (Georgia)
2. Albany Union Station (New York)
3. Alexandria Union Station
4. Atlanta Union Station
5. Bethlehem Union Station
6. Brattleboro Union Station
7. Brinkley Union Station
8. Brookhaven Union Station
9. Burlington Union Station
10. Charleston Union Station
11. Charlottesville Union Station
12. Chatham Union Station
13. Chicago Union Station
14. Columbia Union Station (South Carolina)
15. Columbia Union Station (Tennessee)
16. Columbus Union Station
17. Concord Union Station
18. Dallas Union Station
19. Danbury Union Station
20. Denver Union Station
21. Des Moines, Union Station
22. Durand Union Station
23. El Paso Union Passenger Station
24. Englewood Union Station
25. Erie Union Station
26. Fort Worth Union Station
27. Galveston Union Station
28. Goldsboro Union Station
29. Gulfport Union Station
30. Hartford Union Station
31. Holly Union Station
32. Houston Union Station
33. Indianapolis Union Station
34. Jackson Union Station
35. Jacksonville Union Station
36. Joliet Union Station
37. Kansas City Union Station
38. Lockport Union Station
39. Los Angeles Union Station (vormals Los Angeles Union Passenger Terminal)
40. Louisville Union Station
41. Macon Union Station
42. Memphis Union Station
43. Meridian Union Station
44. Montgomery Union Station
45. Muskegon Union Station
46. Muncie Union Station
47. Nashville Union Station and Trainshed
48. New Bern Union Station
49. New Haven Union Station
50. New London Union Station
51. New Orleans Union Station
52. North Union Station (Boston)
53. Ocala Union Station
54. Ogden Union Station
55. Omaha Union Station
56. Owensboro Union Station
57. Palmer Union Station
58. Petersburg Union Station
59. Phoenix Union Station
60. Pine Bluff Union Station
61. Pittsburgh Union Station
62. Portland Union Station
63. Providence Union Station
64. Raleigh Union Station
65. Richmond Union Station
66. San Diego Union Station
67. Salt Lake City Union Station
68. Sanford Union Station
69. Savannah Union Station
70. Salisbury Union Station
71. Schenectady Union Station
72. Seattle Union Station
73. Selma Union Station
74. Shreveport Union Station
75. South Bend Union Station
76. Springfield Union Station
77. St. Louis Union Station
78. Tacoma Union Station
79. Tampa Union Station
80. Terre Haute Union Station
81. Texarkana Union Station
82. Toledo Union Station
83. Tilton Union Station
84. Utica Union Station
85. Union Township Union Station
86. Walpole Union Station
87. Washington Union Station
88. Waterbury Union Station
89. Winston-Salem Union Station
90. Wichita Union Station
91. Winston-Salem Union Station
92. Worcester Union Station

## Kanada
Folgende Bahnhöfe in Kanada sind als Union Station bekannt:
1. Ottawa Union Station
2. Toronto Union Station
3. Winnipeg Union Station